# Regio's van Argentinië

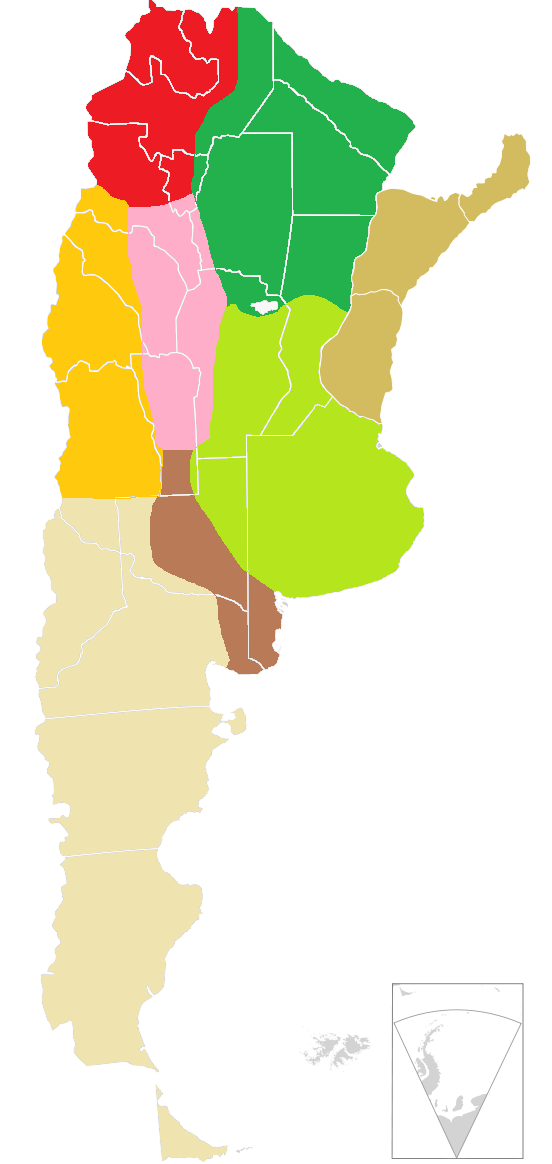
Noordwest-Argentinië
Chaco
Mesopotamia
Cuyo
Sierras pampeanas
Humid Pampas
Dry Pampas
Patagonië
Antarctica and South Atlantic islands

Argentinië kan worden onderverdeeld in zes regio's:
- Pampas
- Mesopotamia
- Chaco
- Noordwest-Argentinië
- Cuyo (Argentinië)
- Patagonië

Daarnaast bestaan er 23 provincies en een federaal district (distrito federal). Deze provincies zijn weer onderverdeeld in departementen, behalve de provincie Buenos Aires die onderverdeeld is in partidos.